# Арболедас-Пасо-Бланко
Арболедас-Пасо-Бланко (исп. Arboledas Paso Blanco) — небольшой город в центральной части Мексики, на территории штата Агуаскальентес. Входит в состав муниципалитета Хесус-Мария.

## Географическое положение
Арболедас-Пасо-Бланко расположен в центральной части штата, на расстоянии приблизительно 2 километров к северу от города Агуаскальентес. Абсолютная высота — 1877 метров над уровнем моря.

## Население
Согласно данным, полученным в ходе проведения официальной переписи 2005 года, в городе проживало 1775 человек (888 мужчин и 887 женщин). Насчитывалось 492 дома. По возрастному диапазону население распределилось следующим образом: 41,6 % — жители младше 18 лет, 56,8 % — между 18 и 59 годами и 1,6 % — в возрасте 60 лет и старше. Уровень грамотности среди жителей старше 15 лет составлял 99,8 %.
По данным переписи 2010 года, численность населения Арболедас-Пасо-Бланко составляла 3313 человек. Динамика численности населения города по годам:
| 2005 | 2010 |
| ---- | ---- |
| 1775 | 3313 |